# Dinatriumhexachloroiridat
Dinatriumhexachloroiridat ist eine anorganische chemische Verbindung des Natriums aus der Gruppe der Hexachloroiridate.

## Gewinnung und Darstellung
Dinatriumhexachloroiridat kann durch Reaktion von Iridium mit Natriumchlorid im Chlorstrom bei 625 °C gewonnen werden. Man lässt es im Chlorstrom langsam abkühlen, damit etwa gebildetes {\displaystyle {\ce {Na3[IrCl6]}}} nach 
{\displaystyle {\ce {2 Na3[IrCl6] + Cl2 -> 2 Na2[IrCl6] + 2 NaCl}}}
wieder oxidiert wird.
Es bildet sich auch aus Iridium(IV)-oxid in Natriumchloridschmelzen in Gegenwart von Chlor.

## Eigenschaften
Dinatriumhexachloroiridat ist ein rot-schwarzer Feststoff, der als Hydrat löslich in Wasser ist.

## Verwendung
Dinatriumhexachloroiridat-Hexahydrat wird für pharmazeutische und organische Zwischenprodukte und zur Herstellung anderer Iridium(IV)-komplexe verwendet.